# 暫定古蹟 (中華民國)
暫定古蹟是中華民國《文化資產保存法》中，對於正在進行文化資產審議或尚未進入審議程序但面臨緊急情況的建物，所進行的保全程序。被指定為暫定古蹟者，在審查期間視為古蹟進行保護。然而在制定此一制度後，仍然有暫定古蹟遭到破壞的案例發生。
現行的暫定古蹟規定在《文化資產保存法》（2016年7月27日公布）的第20條，此外為進行相關程序定有《暫定古蹟條件及程序辦法》。

## 制度沿革
由於文化資產價值與商業利益難以取得平衡，實務上常發生建物的所有人、使用人或管理人因抗拒建物被指定為古蹟等文化資產，而在進行審議程序途中或之前將之破壞以減損其文資價值。有基於此，2006年2月5日公布的《文化資產保存法》中，增加了「暫定古蹟」的措施。暫定古蹟的相關規範在該法第17條，依據該條規定，進入古蹟之指定審查程序者即是暫定古蹟。另外尚未進入此程序但具古蹟價值之建造物在面臨緊急情況時，主管機關可將建物逕行列為暫定古蹟。另外在地方主管機關接獲中央主管機關通知核列暫定古蹟，但因故未完成情況下，中央主管機關可逕予代行處理。而古蹟的審查期間為六個月，必要時可延長一次。
2016年7月27日公布的《文化資產保存法》，擴大了暫定古蹟的適用範圍。根據該法第20條，只要進入古蹟、歷史建築、紀念建築、聚落建築群的審議程序者，便是暫定古蹟。

## 案例

### 實施中
| 名稱     | 所在地區     | 公告日期  | 期滿時間 | 備註 |
| -------- | ------------ | --------- | -------- | ---- |
| 惠明新村 | 基隆市暖暖區 | 2021年7月 |          |      |

### 列為文化資產
| 名稱               | 所在地區     | 公告日期      | 期滿時間       | 結果                                                          |
| ------------------ | ------------ | ------------- | -------------- | ------------------------------------------------------------- |
| 新北投車站         | 彰化縣花壇鄉 | 2007年8月17日 |                | 於臺北市北投區重組，現為臺北市歷史建築。                      |
| 北斗奠安宮         | 彰化縣花壇鄉 | 2007年8月17日 |                | 彰化縣歷史建築                                                |
| 嘉義廖氏診所       | 彰化縣花壇鄉 | 2007年8月17日 |                | 彰化縣歷史建築                                                |
| 麻豆林家古厝       | 彰化縣花壇鄉 | 2007年8月17日 |                | 彰化縣歷史建築                                                |
| 太原第             | 新竹市北區   |               |                | 暫定古蹟期間於2018年2月15日遭到破壞。而後列為新竹市歷史建築。 |
| 忠靈塔暨體育路牌坊 | 臺南市南區   | 2021年1月21日 | 2021年12月21日 | 分別列為臺南市歷史建築                                        |

### 未列文化資產
| 名稱         | 所在地區     | 公告日期      | 期滿時間       | 結果                                                                         |
| ------------ | ------------ | ------------- | -------------- | ---------------------------------------------------------------------------- |
| 斗六一條龍   | 彰化縣花壇鄉 | 2007年8月17日 |                |                                                                              |
| 嘉義一條龍   | 彰化縣花壇鄉 | 2007年8月17日 |                |                                                                              |
| 鹿港施家古厝 | 彰化縣花壇鄉 | 2007年8月17日 |                |                                                                              |
| 嘉義郡役所   | 嘉義市東區   | 2009年5月21日 | 2010年5月      | 不予指定。建物已在2010年10月拆除。                                           |
| 大舞台戲院   | 高雄市鹽埕區 | 2011年10月    | 2012年10月24日 | 不予指定，僅有部分結構保留。原建物在2013年10月24、25日拆除，原址已改建大樓。 |
| 天外天劇場   | 臺中市東區   | 2014年        |                | 不予指定，僅有部分結構保留。原建物已在2021年2月拆除。                        |
| 天外天劇場   | 臺中市東區   | 2020年4月2日  | 2021年1月      | 不予指定，僅有部分結構保留。原建物已在2021年2月拆除。                        |